# Giardino delle Rose
De Giardino delle Rose (Italiaans voor 'rozentuin') is een rozentuin in de Italiaanse stad Florence. De tuin ligt op de heuvel San Miniato zuidelijk van de rivier de Arno, dicht onder het plein Piazzale Michelangelo. De rozentuin is terrasvormig aangelegd en heeft een oppervlakte van ongeveer 1 hectare. Vanuit de tuin heeft men een panoramisch uitzicht op het historische centrum van de stad. De tuin bevat ongeveer 1000 plantensoorten, waaronder 350 soorten rozen. Een klein deel van de tuin is ingericht als Japanse tuin. In de tuin staan twaalf werken van de Belgische kunstenaar Jean-Michel Folon.

## Geschiedenis
De rozentuin en het plein Piazzale Michelangelo werden in 1865 ontworpen door architect Giuseppe Poggi, 
in opdracht van de gemeente Florence als onderdeel van een herinrichtingsplan voor de linkeroever van de Arno. Dit met het oog op de verplaatsing van de Italiaanse hoofdstad van Turijn naar Florence. Het land waarop de tuin ligt heette oorspronkelijk 'Podere di San Francesco' en was eigendom van de orde van de oratorianen. Attilio Pucci, hoofdtuinier van de botanische tuinen en medewerker van Giuseppe Poggi, kocht het perceel, legde terrassen aan en plantte er een verzameling rozen op. Poggi zorgde voor het complexe irrigatiesysteem, bestaande uit een hooggelegen bassin en buizen die het water naar de terrassen in de tuin leiden. 
In 1895 werd de tuin opengesteld voor het publiek tijdens een festival, dat de vereniging voor schone kunsten en de Italiaanse tuinbouwvereniging elk jaar in mei organiseerden. 
De Japanse tuin werd in 1998 ingericht met geschenken van de stad  Kyoto, de Japanse partnerstad van Florence. Het zijn de Zen-tempel 'Kodai-ji' en de 'Shorai-oase', ontworpen door de Japanse architect Yasuo Kitayama
De werken van de Belgische kunstenaar Jean-Michel Folon werden in 2011 aan de rozentuin toegevoegd,
gekoppeld aan een renovatie en herinrichting van de tuin. Zij omvatten tien bronzen beelden en twee werken in keramiek, die reeds in 2005 in het Forte di Belvedere waren tentoongesteld. Ze werden aan de stad geschonken door de weduwe van de kunstenaar, Paola Ghiringhelli. De stad koos de Giardino delle Rose om de sculpturen te huisvesten. Misschien wel het meest indrukwekkende kunstwerk, vanwege de plaatsing, is Partir, een holle koffer met uitzicht op het historische centrum van Florence. 

### Bronzen beelden van Jean-Michel Folon
- Un oiseau, 1993
- Chat-oiseau, 1994
- Chat, 1996
- Vingt-cinquième pensée, 2001
- Méditerranée, 2001
- Panthère, 2003
- Walking, 2003
- Je me souviens, 2003
- Partir, 2005
- L’envol, 2005.

## Afbeeldingen

### Tuin

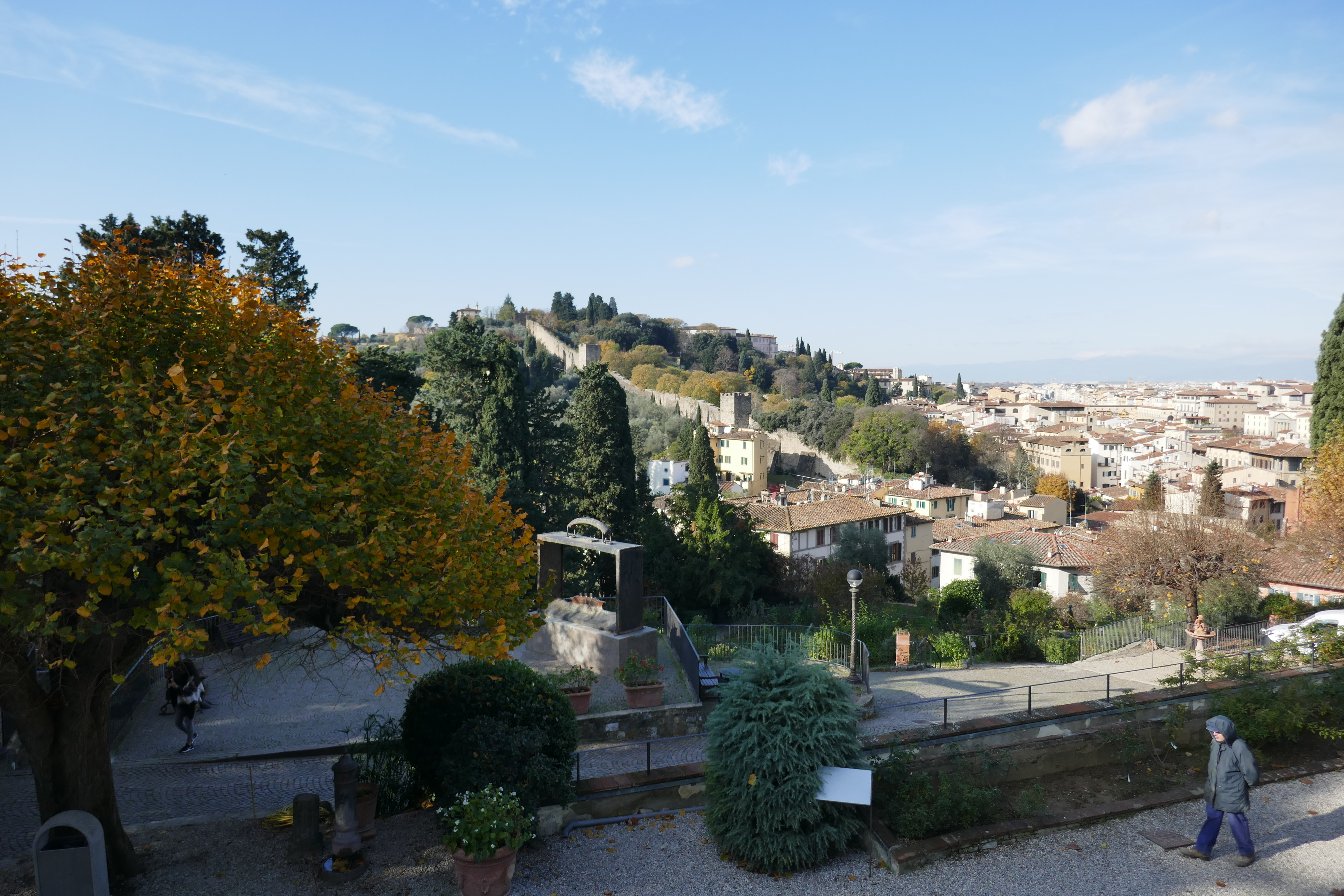
Uitzicht op de oude Stadsmuur
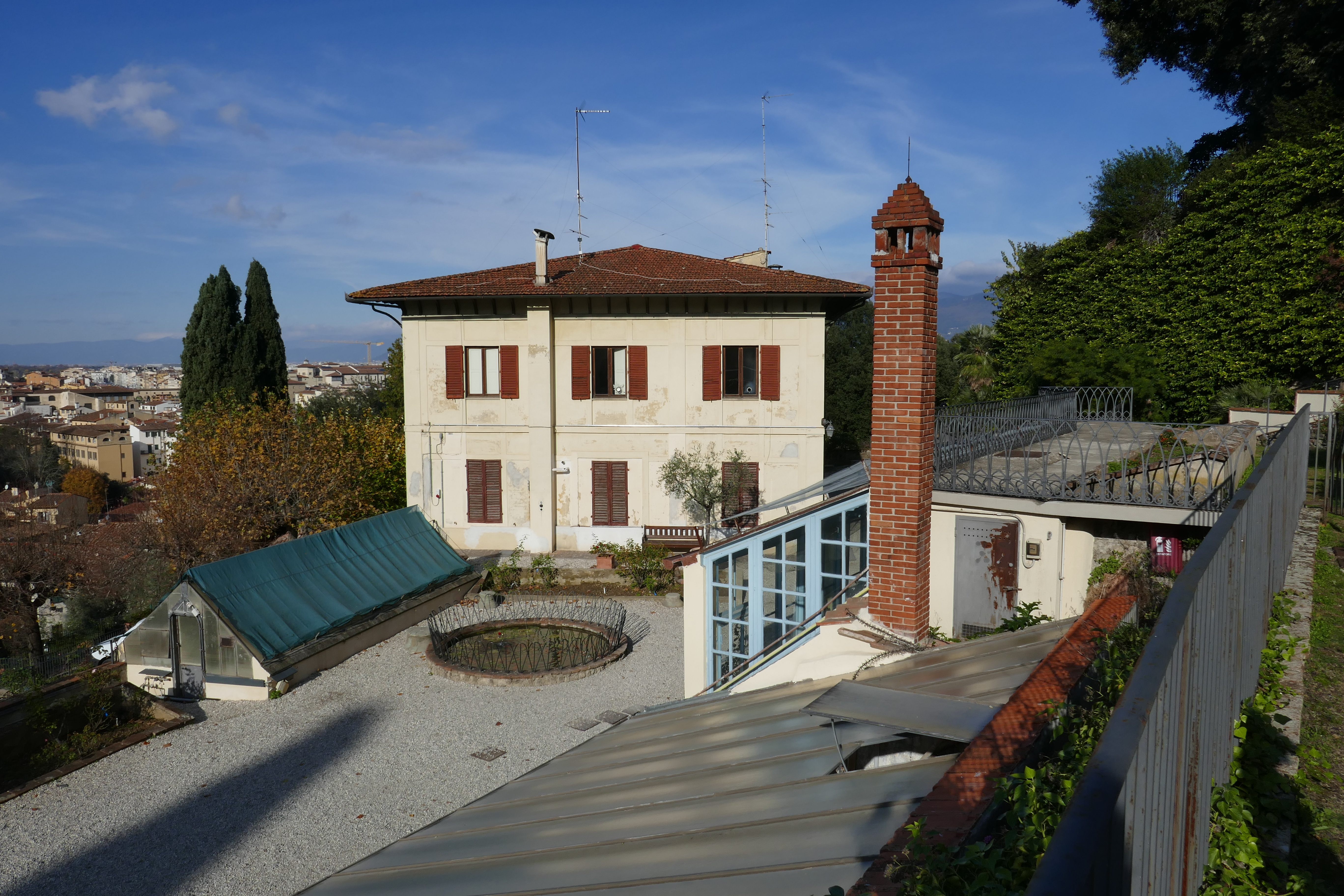
Plantenkassen
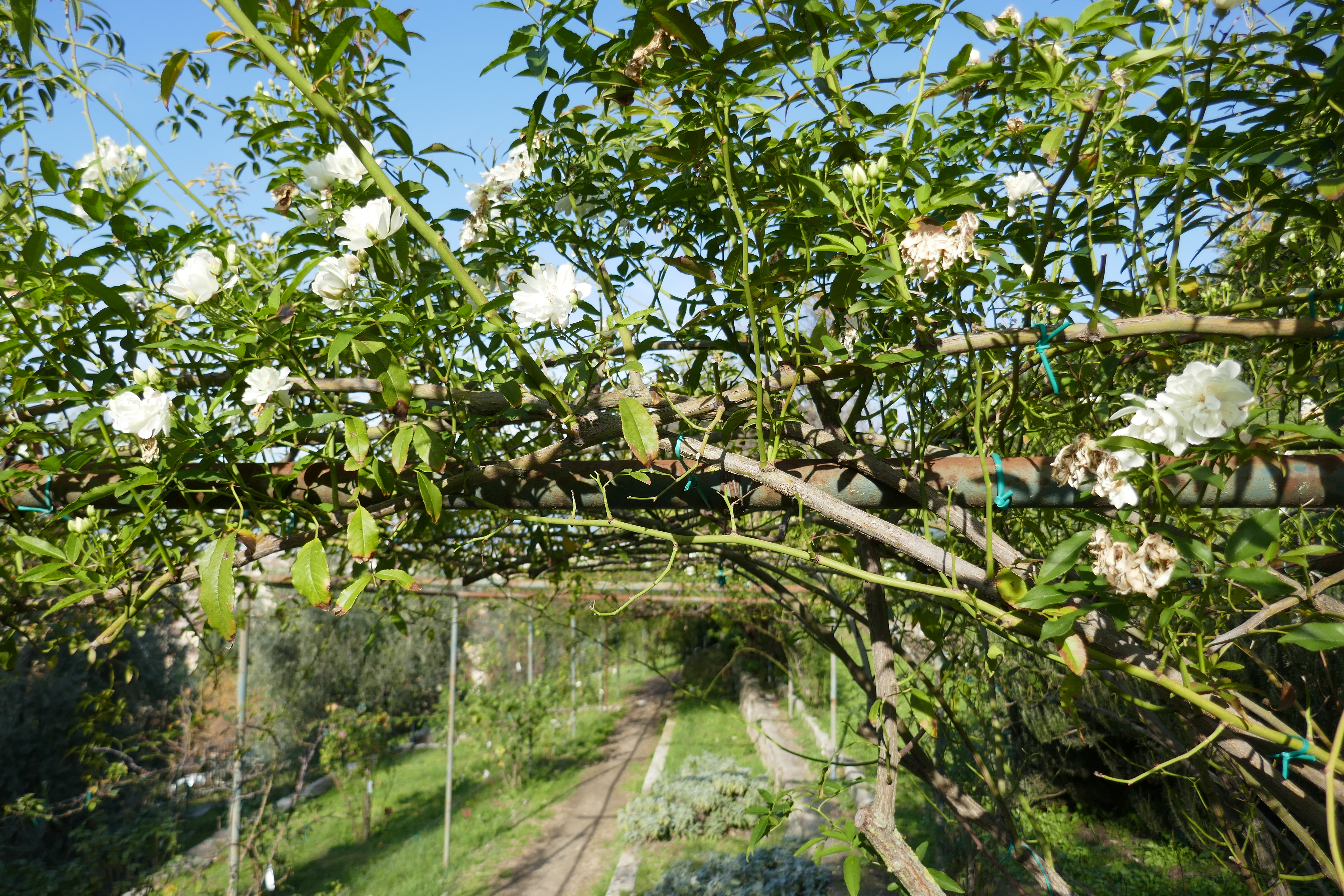
Terras met klimrozen
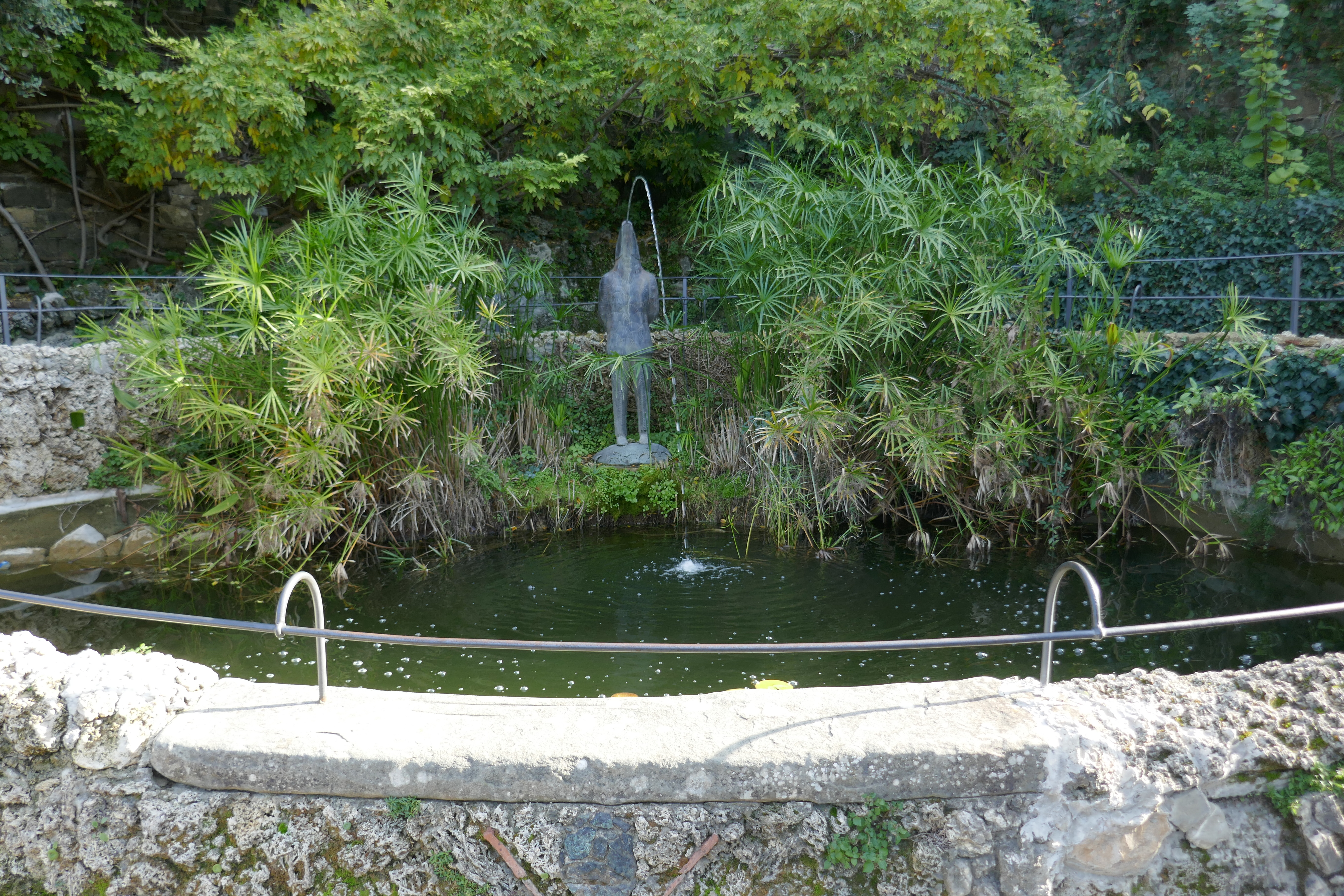
Vijver met Cypergras

### Rozen (selectie)

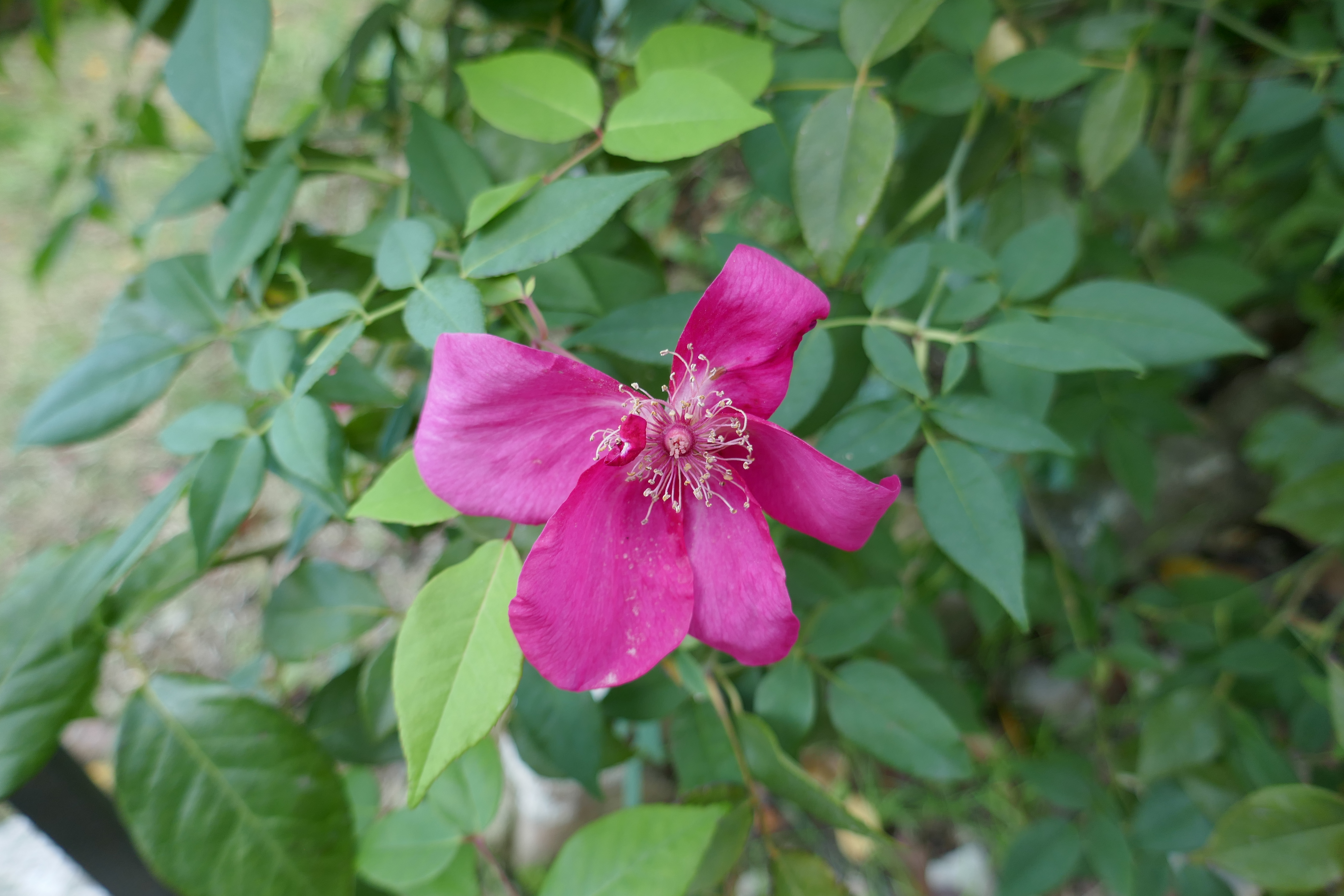
'Sanguinea' (onbekend, voor 1808)
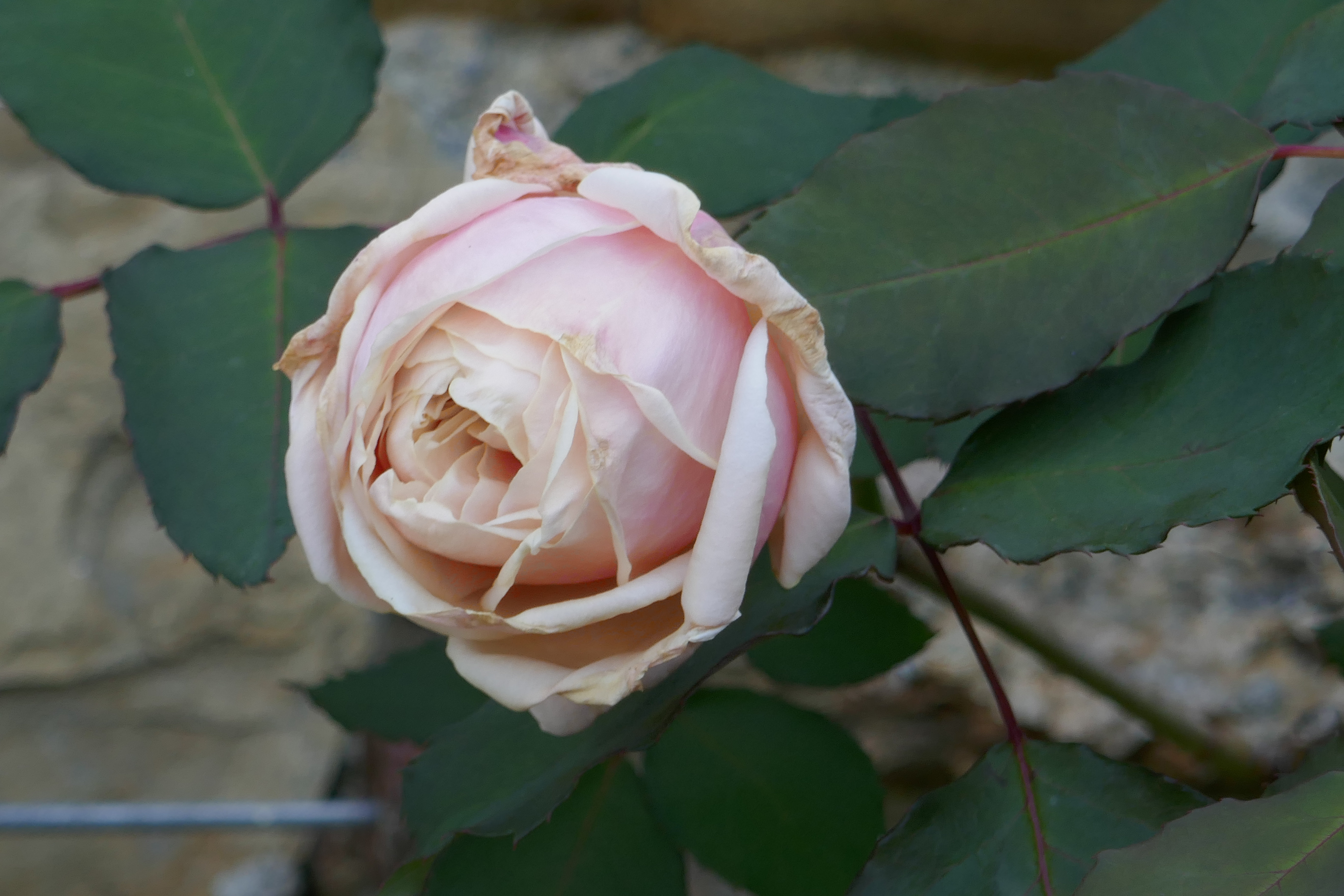
'Ophelia' (Paul, 1912)
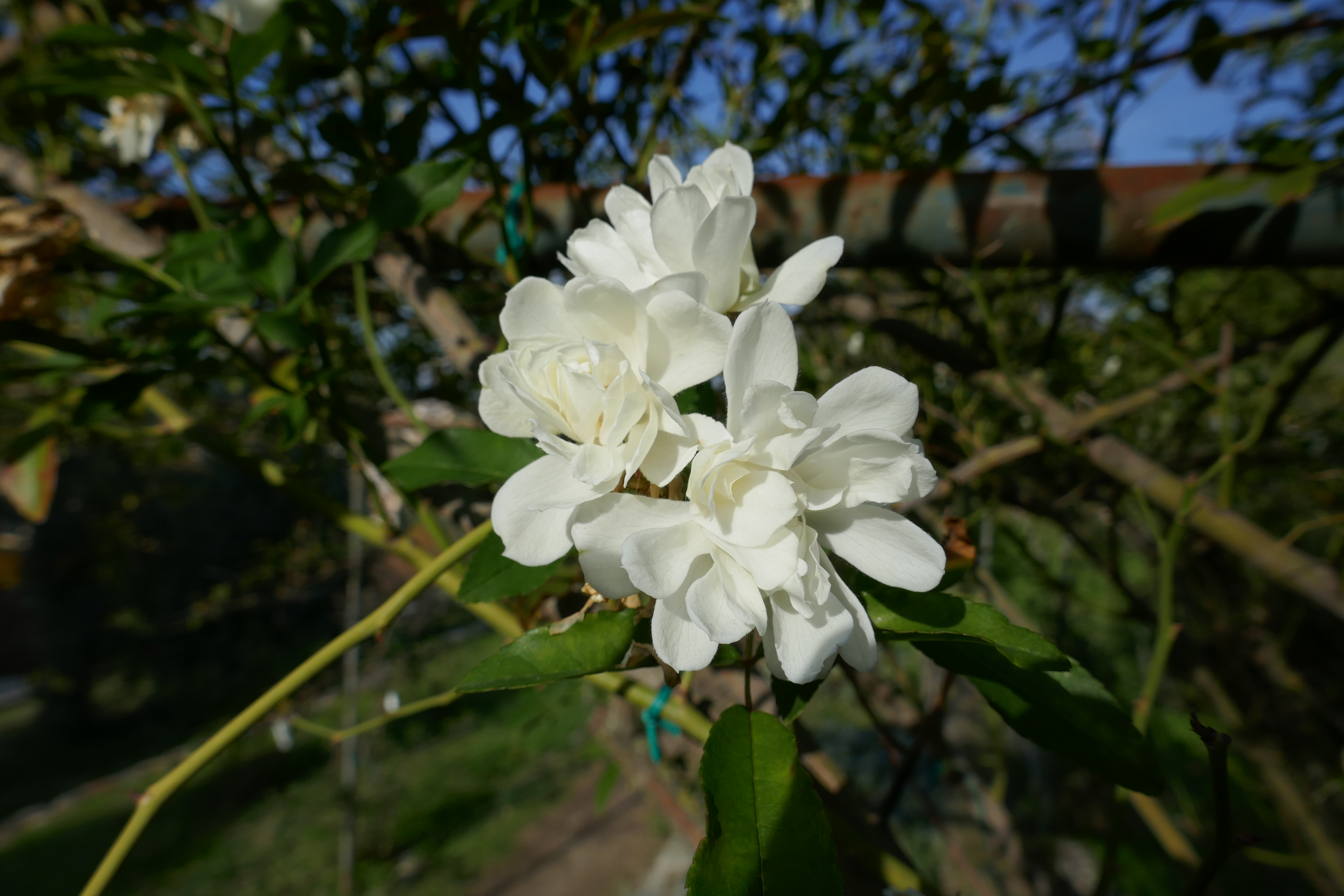
'Purezza' (Mansuino, 1961)
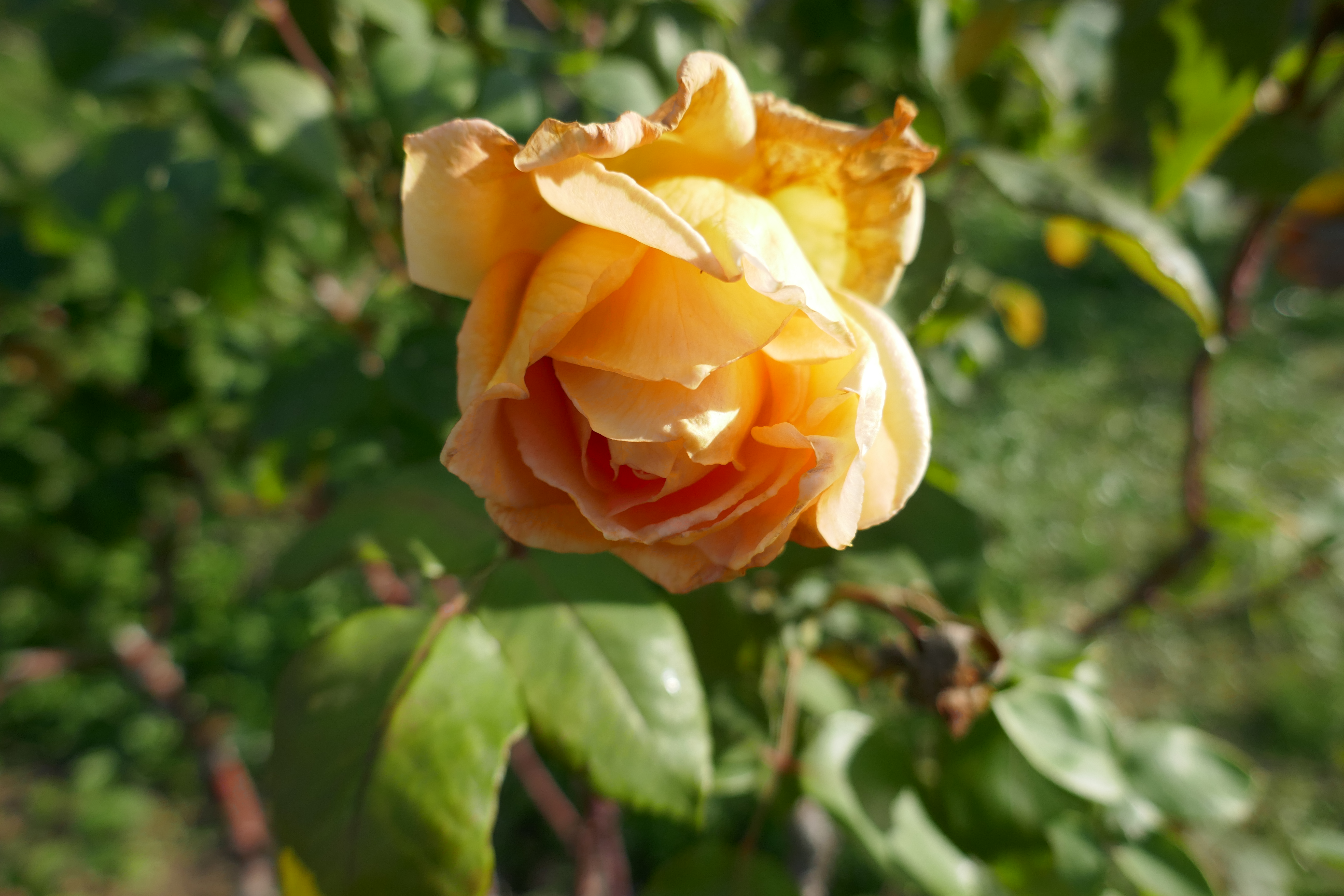
'Annabella' (Barni, 1981)
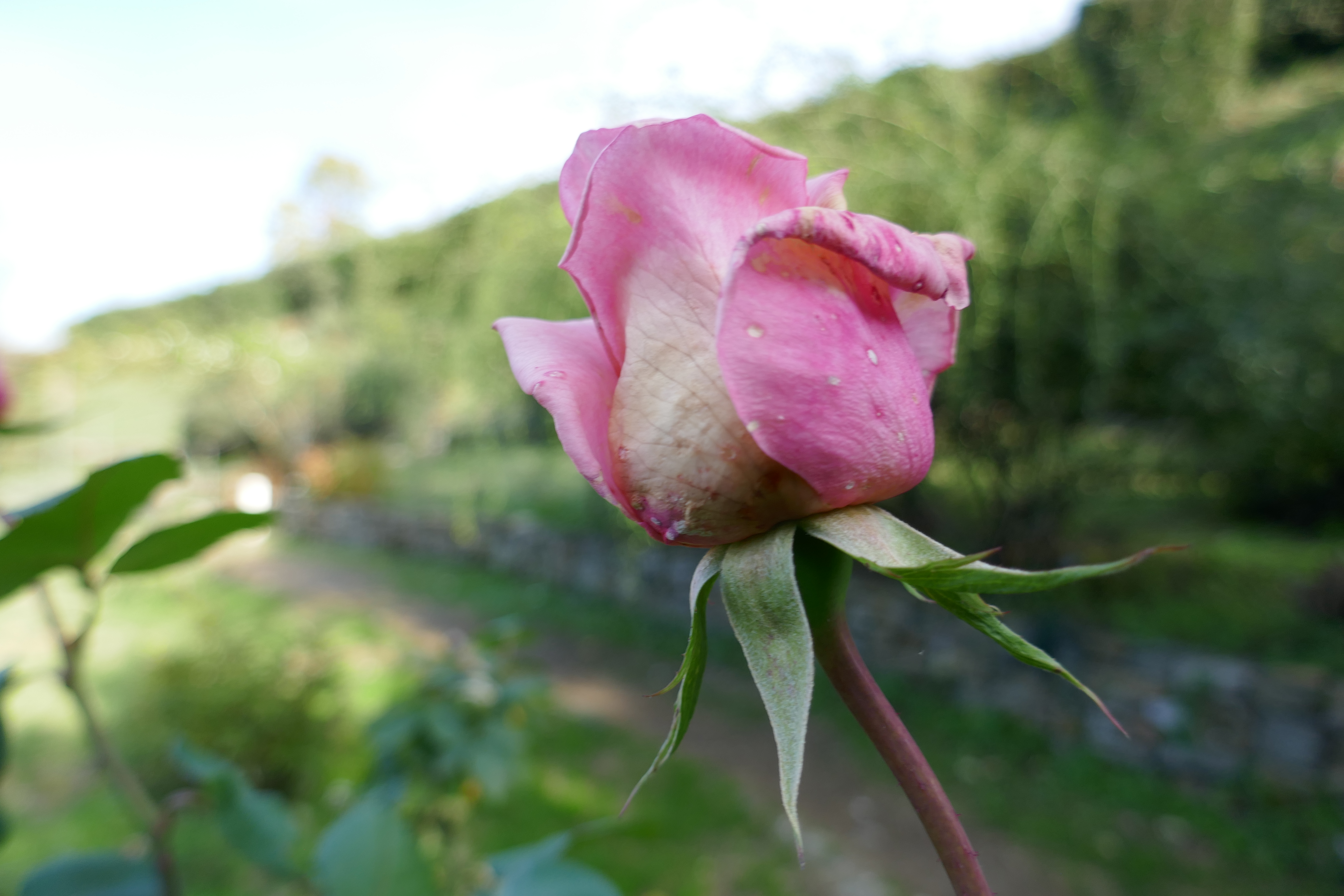
'Helen Keller' (Barni, 1991)
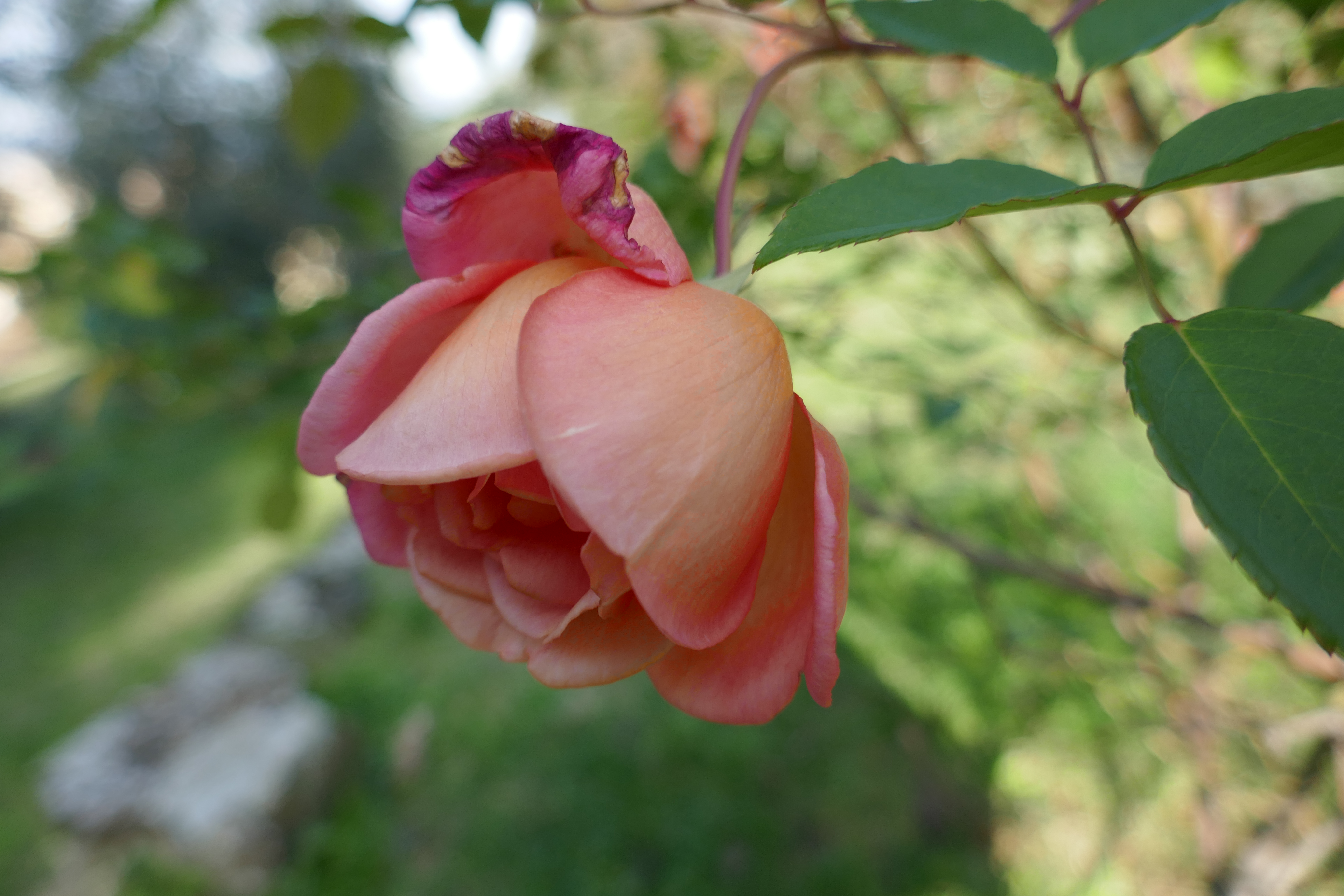
'Comtesse du Cayla' (Guillot, 1902)
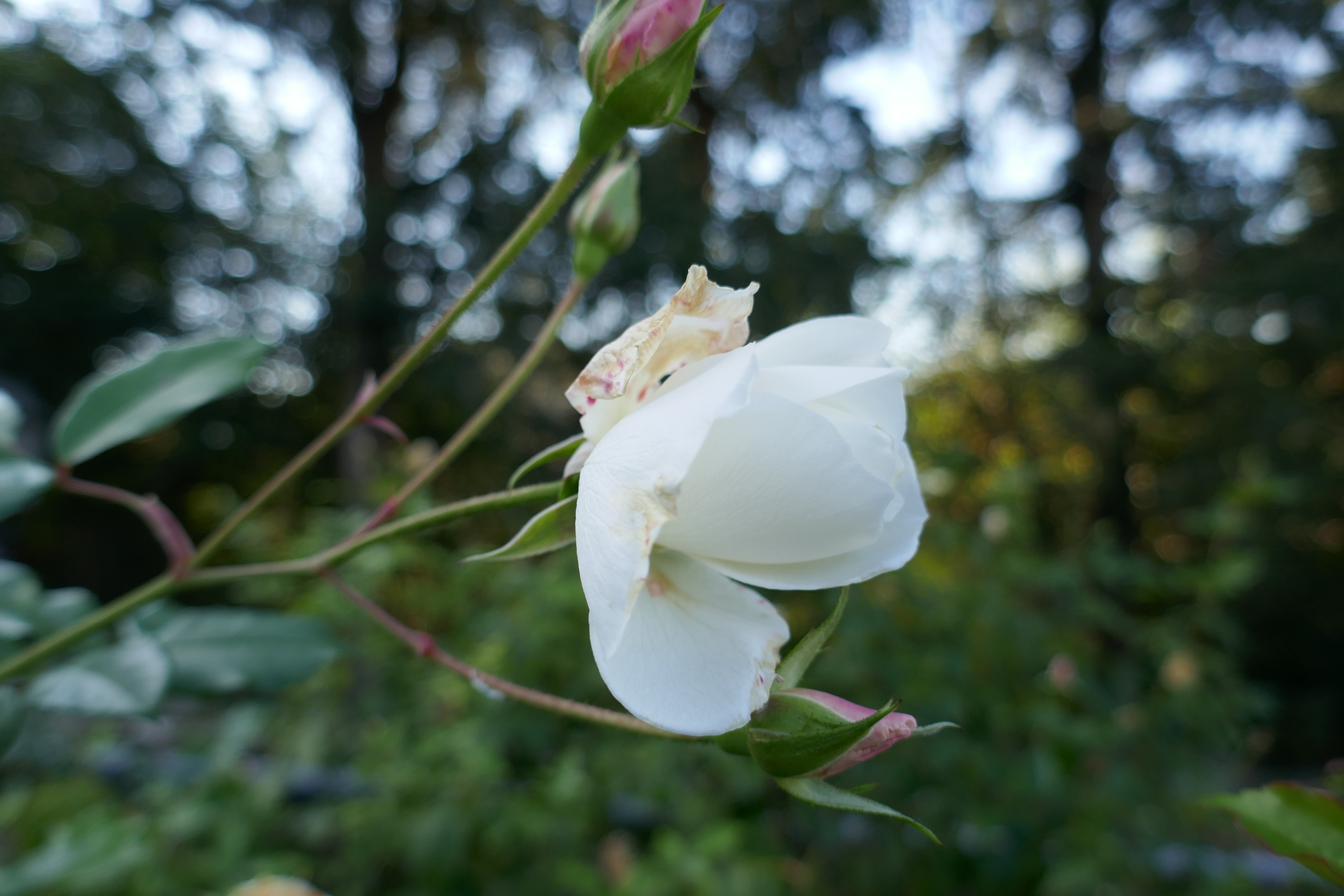
'Snow Princess' (Laver, 1991)
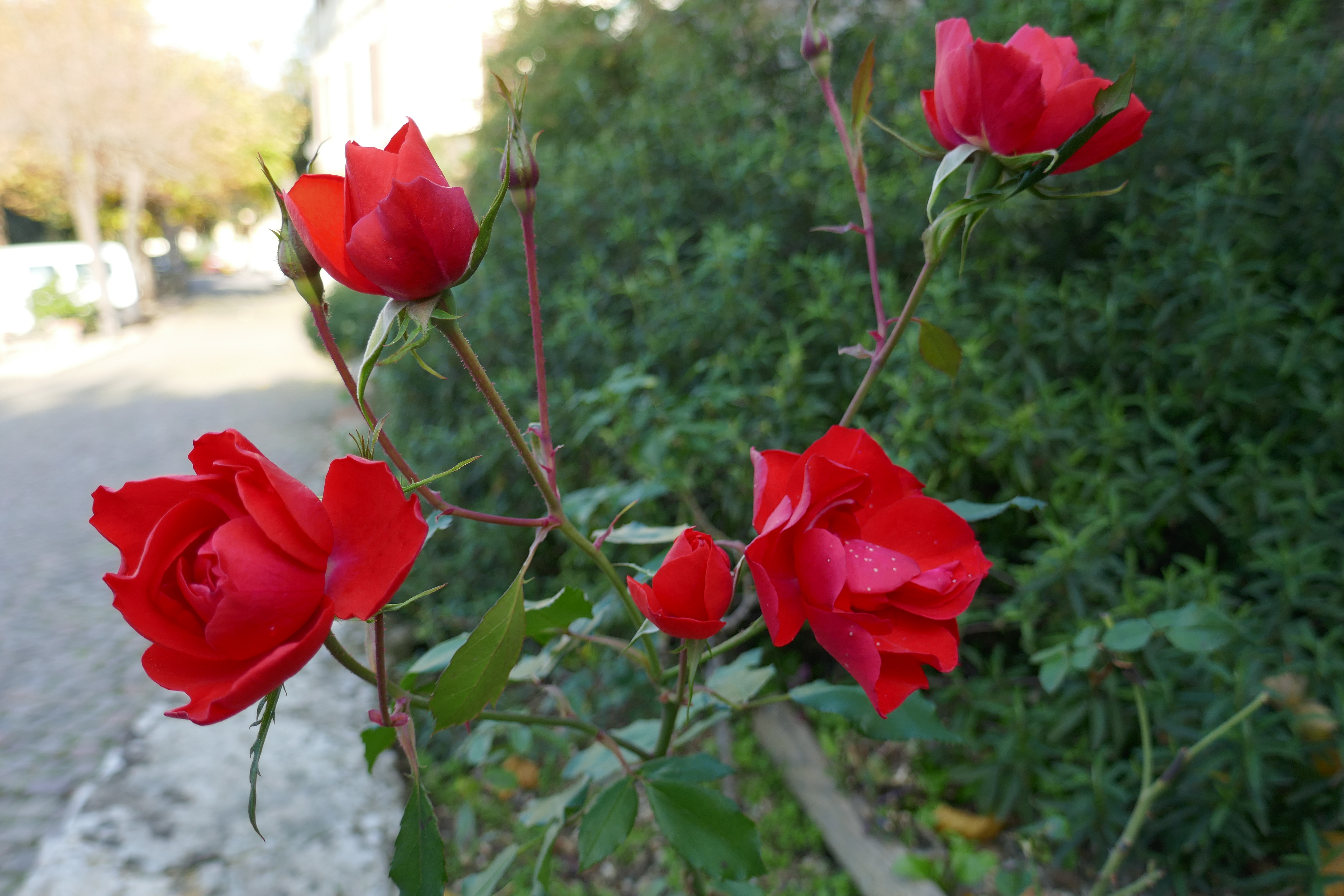
'La Sevillana' (Meilland, voor 1976)